# Strabomantis sulcatus
Strabomantis sulcatus es una especie de anfibio anuro de la familia Craugastoridae.

## Distribución geográfica
Esta especie habita entre los 150 y 950 m de altitud en la Cuenca del Amazonas superior:
- en el este de Ecuador;
- en el este del Perú;
- en Brasil en el estado de Acre.[4]

Su presencia es incierta en Colombia.

## Publicación original
- Cope, 1874 : On some Batrachia and Nematognathi brought from the upper Amazon by Prof. Orton. Proceedings of the Academy of Natural Sciences of Philadelphia, vol. 26, p. 120–137[5]